# Örsjön, Dalsland
Örsjön är en sjö i Melleruds kommun i Dalsland och ingår i Göta älvs huvudavrinningsområde. Sjön är 23,2 meter djup, har en yta på 5,01 kvadratkilometer och befinner sig 60,5 meter över havet. Sjön avvattnas av vattendraget Krokån (Teåkersälven).
Sjön ligger på gränsen mellan Dalboslätten och den kuperade Dalslandsformationen. Den bildar långa vikar åt norr, syd och väst samt har en största längdutsträckning i nordsydlig riktning med 9 km och en största bredd av 4 km. Den avvattnas åt öster genom en 25 km lång å, Krokån, till Vänern.
I norra änden finns en badplats och man kan fiska i sjön med fiskekort.

## Delavrinningsområde
Örsjön ingår i delavrinningsområde (650899-129679) som SMHI kallar för Utloppet av Örsjön. Medelhöjden är 80 meter över havet och ytan är 42,39 kvadratkilometer. Räknas de 9 avrinningsområdena uppströms in blir den ackumulerade arean 214,84 kvadratkilometer. Krokån (Teåkersälven) som avvattnar avrinningsområdet har biflödesordning 3, vilket innebär att vattnet flödar genom totalt 3 vattendrag innan det når havet efter 158 kilometer. Avrinningsområdet består mestadels av skog (32 procent), öppen mark (15 procent) och jordbruk (36 procent). Avrinningsområdet har 5,39 kvadratkilometer vattenytor vilket ger det en sjöprocent på 12,7 procent. Bebyggelsen i området täcker en yta av 0,65 kvadratkilometer eller 2 procent av avrinningsområdet.